# Marco Perperna Ventone
Marco Perperna Ventone, Perperna M. Filius M. nepos (... – Huesca, 72 a.C.) è stato un militare e politico romano del primo secolo, leader del partito mariano dopo la vittoria di Silla.

## Biografia
Membro della nobilitas senatoria, Perperna era figlio dell'omonimo Marco Perperna, console nel 92 a. C. Apparteneva alla fazione dei populares, guidata da Gaio Mario e Lucio Cornelio Cinna. Quando Silla sconfisse i populares in Italia e divenne dittatore, Perperna sfuggì alle proscrizioni e fuggì con una notevole somma di denaro e un esercito. Si rifugiò prima in Sardegna e poi in Hispania (la penisola iberica, comprendente la moderna Spagna e il Portogallo), dove si congiunse alle truppe di Sertorio.
La serie di vittorie delle truppe di Quinto Cecilio Metello Pio e di Pompeo creò un forte malcontento tra i seguaci di Sertorio, e Perperna cominciò a maturare il piano di prendere il suo posto. Nel 72 a.C. Perperna, sobillato dallo stesso Pompeo e da Metello, uccise a tradimento Sertorio durante un banchetto a Osca e prese il comando delle truppe mariane.
Dopo aver appreso della morte di Sertorio, le tribù iberiche mandarono ambasciatori a Pompeo e si arresero a lui. Perperna riuscì a mantenere il controllo dei romani che avevano seguito Sertorio e proseguì la guerra contro Pompeo. Sconfitto, tentò di salvarsi la vita offrendo a Pompeo tutti i documenti e le lettere di Sertorio, che avrebbero documentato i contatti con i più alti livelli del governo e della società romana. Pompeo dichiarò che avrebbe accettato i documenti, e quando li ebbe ricevuti li bruciò, scongiurando la possibilità di un'altra guerra civile. Quindi giustiziò Perperna e gli uomini che avevano assassinato Sertorio.